# Podbrodzie (stacja kolejowa)
Podbrodzie (lit. Pabradė, ros. Пабраде) – stacja kolejowa w miejscowości Podbrodzie, w rejonie święciańskim, na Litwie. Leży na linii dawnej Kolei Warszawsko-Petersburskiej.
Stacja powstała w XIX w. pomiędzy przystankiem Drużyły a stacją Święciany. Dawniej był to węzeł kolejowy. Rozpoczynała się tu linia do stacji Królewszczyzna, linii Połock – Mołodeczno. Obecnie jej fragment od Podbrodzia do granicy litewsko-białoruskiej jest rozebrany.